# For sit Lands Ære
For sit Lands Ære er en dansk stumfilm fra 1918, der er instrueret af August Blom efter manuskript af Fritz Magnussen.

## Handling
Denne artikel mangler et handlingsreferat. Hjælp os med at skrive det.

## Medvirkende
- Thorleif Lund - Orric von Zeuthen, bankier
- Christel Holch - Sibyl von Zeuthen, Orrics datter
- Valdemar Psilander - Robert Carmilhan, løjtnant
- Robert Schmidt
- Philip Bech
- Alf Blütecher
- Moritz Bielawski
- Axel Boesen
- Aage Lorentzen
- Rasmus Christiansen